# Шуйське (Казахстан)
Шу́йське (каз. Шуйское) — село у складі Атбасарського району Акмолинської області Казахстану. Адміністративний центр Макієвського сільського округу.
Населення — 528 осіб (2021; 749 у 2009, 971 у 1999, 1389 у 1989).
Національний склад станом на 1989 рік:
- росіяни — 51 %.